# Etra

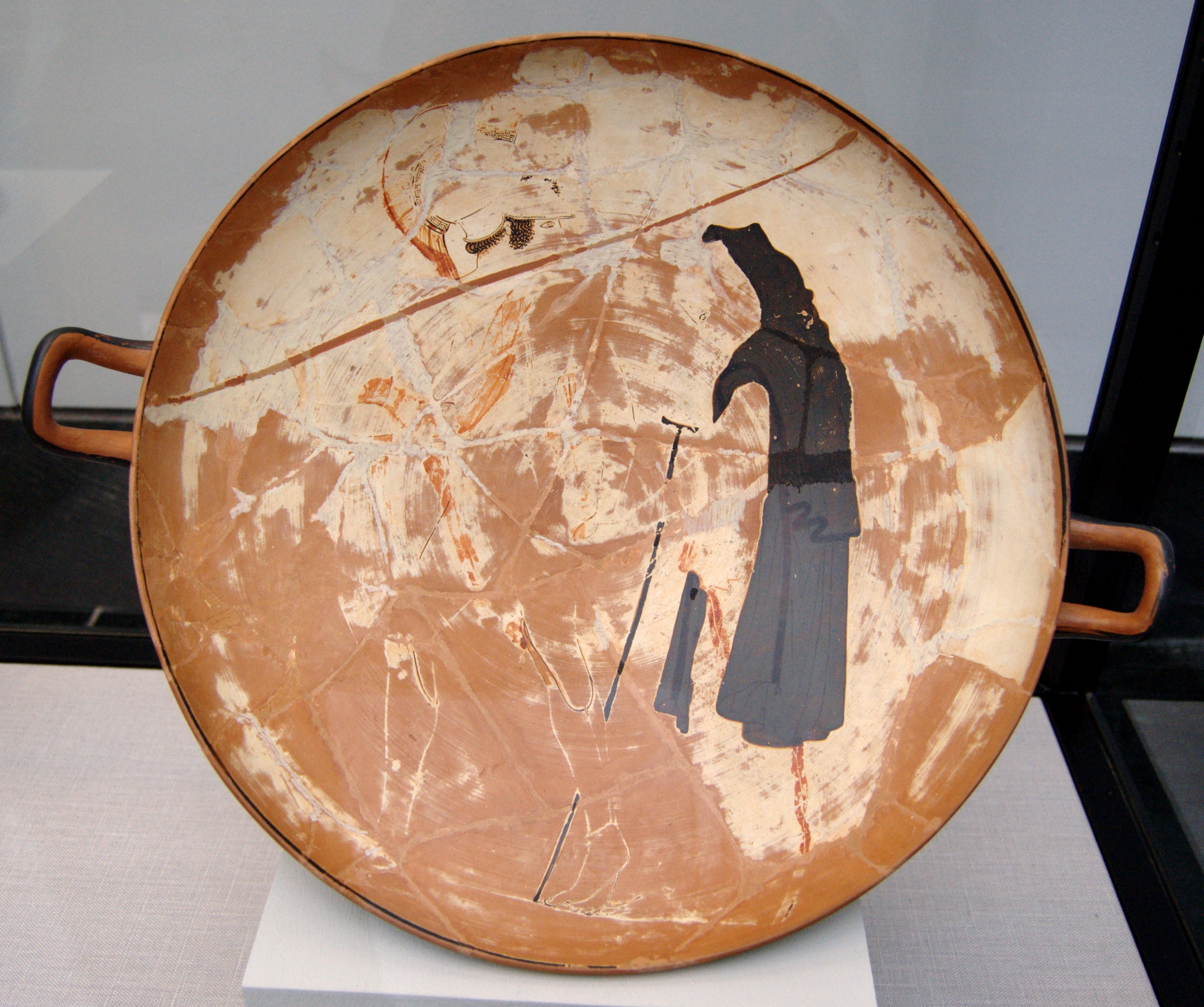
Demofoonte (?) libertando Etra, cílice ático (470–460 a.C., Coleções Estatais de Antiguidades (Inv. 2687).

Etra, na mitologia grega, foi a mãe de Teseu, e filha do Rei Piteu.

## Nascimento de Teseu
Egeu, filho de Pandião II e rei de Atenas, casou-se com duas mulheres, Meta, filha de Hoples e Chalciope, filha de Rhexenor, mas não teve filhos com nenhuma delas; temendo perder o reino para seus irmãos (Palas, Niso e Lico), Egeu consultou a Pítia, mas não entendeu sua resposta.
Na volta para Atenas, Egeu se hospedou em Trezena, cujo rei Piteu, filho de Pélope, compreendendo o oráculo, fez Egeu se embebedar, e deitar com sua filha Etra. Na mesma noite, porém, Posidão também se deitou com Etra.